# Stenacris vitreipennis
Stenacris vitreipennis es una especie de saltamontes de la subfamilia Leptysminae, familia Acrididae.